# АЗЕРТАДЖ
АЗЕРТАДЖ (полное название — Азербайджанское государственное информационное агентство, до февраля 2015 года — Азербайджанское государственное телеграфное агентство) — национальное информационное агентство Азербайджана, единственный источник официальной государственной информации для местных и зарубежных СМИ.

## Общие сведения
Создано 1 марта 1920 года решением правительства Азербайджанской Демократической Республики. В период Азербайджанской ССР агентство функционировало под различными названиями.
После восстановления Азербайджаном государственной независимости в 1991 году агентство восстановило историческое название.
С 3 марта 1995 года называлось Государственным телеграфным агентством при Кабинете министров. С 17 января 2000 года получило название Азербайджанского государственного телеграфного агентства.
На базе Азербайджанского государственного информационного агентства (АЗЕРТАДЖ), обладающего правовым статусом «государственный орган», было создано юридическое лицо публичного права «Азербайджанское государственное информационное агентство (АЗЕРТАДЖ)». 19 декабря 2017 года указом Президента Азербайджана утвержден устав Азербайджанского государственного информационного агентства.
Наряду с официальными государственными новостями АзерТАдж непрерывно в течение суток выпускает достоверную и оперативную информацию на общественно-политические, экономические темы, о науке, образовании, культуре, здравоохранении, спорте, окружающей среде и иные темы на азербайджанском, русском, английском, немецком, французском, китайском и арабском языках.
АзерТАдж подписал соглашения о сотрудничестве с информационными агентствами ИТАР-ТАСС (Россия), Анатолийское агентство (Турция), Синьхуа (Китай), Rompress (Румыния), Укринформ (Украина), БТА (Болгария), ANSA (Италия), ИРНА (Иран), ТАНЮГ (Сербия), БЕЛТА (Белоруссия), Молдпрес (Молдавия), АТА (Албания), MTI (Венгрия), MENA (Египет), ПЕТРА (Иордания), Антара (Индонезия), Монцамэ (Монголия), Йонхап (Республика Корея), LETA (Латвия), Кабар (Кыргызстан) и другими.
Корреспондентские пункты АЗЕРТАДЖ действуют в США, Англии, Франции, Германии, Австрии, Латвии, Венгрии, России, Украине, Египте, Турции, Грузии, Иране, Казахстане, Узбекистане, Румынии, Испании, Италии, Швеции, Китае и Японии, регионах Азербайджана.
Наряду информацией АзерТАдж публиукет фото, видеоновости о социальной, политической, экономической, спортивной жизни страны, распространяет их на своём интернет-ресурсе и в социальных сетях. Служба мультимедиа и видеоновостей агентства реализует ряд проектов, таких как «Путешествуя по Азербайджану», «Наши памятники», «Города мира», «Наши корифеи» и другие.
С сентября 2013 года в АЗЕРТАДЖ функционирует «Детский портал знаний». Действует видеопортал агентства.
В 2004 году принят в члены Организации информационных агентств стран Азии и Тихого океана (OANA).
АЗЕРТАДЖ является одним из учредителей Ассоциации национальных информационных агентств (АНИА) стран-участниц Содружества Независимых Государств, Объединения новостных агентств тюркоязычных стран (ТКА), Ассоциации национальных информационных агентств стран-участниц Организации Черноморского Экономического Сотрудничества (ПАНИА).
С 2008 года АЗЕРТАДЖ является членом «AsiaPulse» — Азиатского консорциума новостных агентств. В 2010—2013 годах агентство председательствовало в ПАНИА.
Агентство является членом Союза информационных агентств Организации Исламского сотрудничества.
Фотокорреспондент Агентства Ильгар Джафаров завоевал девять наград Международной федерации фотографического искусства (FIAP). За 2023 год фотокорреспондент завоевал 119 международных наград и удостоен звания «Excellence FIAP Platinum».
В июле 2024 года Джафаров завоевал золотую медаль FIAP на конкурсе «Sparkling International Salon 2024» в Индии за фотографию «Athlete willpower». На конкурсе «World photo trip 2024» в Сербии также в июле 2024 года фотографии Джафарова «Confrontation in Tennis» и «Red dress» завоевали золотые медали. Фотографии были сделаны на Паралимпийских играх 2016 в Рио-де-Жанейро и в Баку.
Азертадж располагает собственной корреспондентской сетью в различных странах за рубежом.
Агентство осуществляет обмен новостями с зарубежными СМИ.
Всего Азертадж является членом 11 международных и региональных организаций и информационных платформ.
На январь 2024 года у Агентства имеется 30 официальных аккаунтов в различных социальных сетях на различных языках.

## Деятельность
На XV Генеральной ассамблее ОАНА, проведённой в сентябре 2013 года в Москве, был избран вице-президентом организации. На этом же собрании тайным голосованием агентств-членов АЗЕРТАДЖ получил право председательства в ОАНА на 2016—2019 годы. На XVI Генеральной ассамблее ОАНА, состоявшейся 18 ноября 2016 года в Баку, агентство приступило к выполнению обязанностей председателя.
20 ноября 2013 год в столице Королевства Саудовская Аравия Эр-Рияде на IV Всемирном конгрессе новостных агентств (NAWC) с участием более 70 влиятельных медиа-структур мира, руководителей новостных альянсов OANA, EANA, FANA, IINA, таких ведущих медиа-структур, как «SKY Nyus Arabia», «Лос-Анджелес Таймс», «Guardian», ВВС и знаменитых интернет-корпораций MSN, Google, Yahoo АЗЕРТАДЖ были избран председателем на 2016—2019 годы и были принято решение о проведении V Всемирного конгресса новостных агентств в Азербайджане. В 2014—2016 годах в целях подготовки к этому мероприятию было проведено 5 заседаний исполнительного органа Конгресса — Всемирного совета новостных агентств (NACO) — 3 в Баку и 2 в Лондоне. На одном из бакинских заседаний впервые были учреждены должности председателя и заместителя председателя Всемирного совета новостных агентств.
16-17 ноября 2016 года при организационной поддержке Фонда Гейдара Алиева и АЗЕРТАДЖ в Баку был проведен V Всемирный конгресс новостных агентств. В совместной церемонии открытия V Конгресса и XVI Генеральной ассамблеи ОАНА принял участие Президент Азербайджана Ильхам Алиев. В мероприятиях приняли участие до 190 руководителей и представителей около 100 информационных агентств из 80 стран, международные эксперты в области медиа, официальный представитель ООН — ЮНЕСКО, а также сотрудники региональных медиа-структур. На Конгрессе представлены новостные агентства со всех континентов мира. На Конгрессе было зачитано послание Генерального секретаря ООН Пан Ги Муна и представлено видеообращение Генерального директора ЮНЕСКО Ирины Боковой. На бакинском Конгрессе, проведенном под девизом «Новые вызовы для новостных агентств», были заслушаны доклады, проведены дискуссии на темы «Будущее информационного потребления», «Новостные агентства — вызовы и возможности новых технологий и социальных медиа», «Инновации новостных агентств», «Обучение журналистов для будущего мультимедиа» и «Защита миссии журналистов: свобода, возможность доступа, безопасность и зоны конфликтов».

### 2023
В 2023 году Агентством выпущено более 190 000 новостей. Количество просмотров сайта Агентства за 2023 год составило 25 млн посетителей, увеличившись за год на 70 %.
10 200 новостей Агентства были опубликованы в СМИ, являющихся зарубежными партнёрами Азертадж.
С 3 по 8 декабря 2023 года Агентство приняло участие в 5-м Всемирном медиасаммите (Гуанчжоу, Китай).

### 2024
В октябре 2024 года Агентство со своим стендом приняло участие в Х Бакинской международной книжной выставке. На стенде представлена информация об истории Агентства.

## Международное сотрудничество
26 апреля 2012 года Азербайджанское информационное агентство и Польское агентство печати подписали меморандум взаимопонимания о сотрудничестве.
В сентябре 2019 года АЗЕРТАДЖ подписал меморандум о взаимопонимании по сотрудничеству с израильским агентством Tazpit. 26 октября 2019 года АЗЕРТАДЖ и кубинское агентство Prensa Latina подписали меморандум взаимопонимания о сотрудничестве.

## Директоры
- Губад Гасымов (14 июля 1921—1928)
- Михаил Синицын (1928—1930)
- Василий Халдеев (1937—1938)
- Ефим Гурвич (23 мая 1942—1958)
- Хасай Везиров (июль 1958 — сентябрь 1962)
- Ефим Гурвич (1962 — 26 декабря 1986)
- Рафиг Зейналов (26 декабря 1986 — 26 июня 1988)
- Азад Шарифов (10 октября 1988 — 3 апреля 1992)
- Фикрет Садыгов (3 апреля 1992 — 6 августа 1992)
- Вагиф Рустамов (6 августа 1992 — 26 августа 1994)
- Шамиль Шахмамедов (22 января 2000 — 30 октября 2002)
- Аслан Асланов (30 октября 2002 — 19 ноября 2022)
- Вугар Алиев (с 28 ноября 2022)[20]

## Главные редакторы
- Хатаи Азизов
- Парвин Аббасов (2024)[21]